# Xe tăng Matilda I
Xe tăng Bộ binh Mk I (hay Matilda I hoặc A11) là loại xe tăng bộ binh của Anh trong Chiến tranh thế giới thứ hai. Không nên nhầm lẫn với mẫu Xe tăng sau này (thành công hơn) - Xe tăng Bộ binh Mk II (A12), còn được gọi là "Matilda II", đã thay thế tên "Matilda" sau khi Matilda I được rút khỏi phục vụ vào năm 1940. Chúng là những thiết kế hoàn toàn riêng biệt.

## Sản xuất
Đơn hàng đầu tiên gồm sáu mươi xe tăng Matilda được đặt vào tháng 4 năm 1937, tiếp theo là đơn đặt hàng trong 60 ngày sau đó và 19 chiếc khác được đặt hàng vào tháng 1 năm 1939. Loại xe này vẫn được sản xuất cho đến tháng 8 năm 1940, với tổng số một chiếc hàng trăm bốn mươi chiếc được sản xuất, bao gồm cả nguyên mẫu. Một số được trang bị súng máy hạng nặng Vickers 50 inch thay cho súng máy Vickers 303 inch.

## Phục vụ

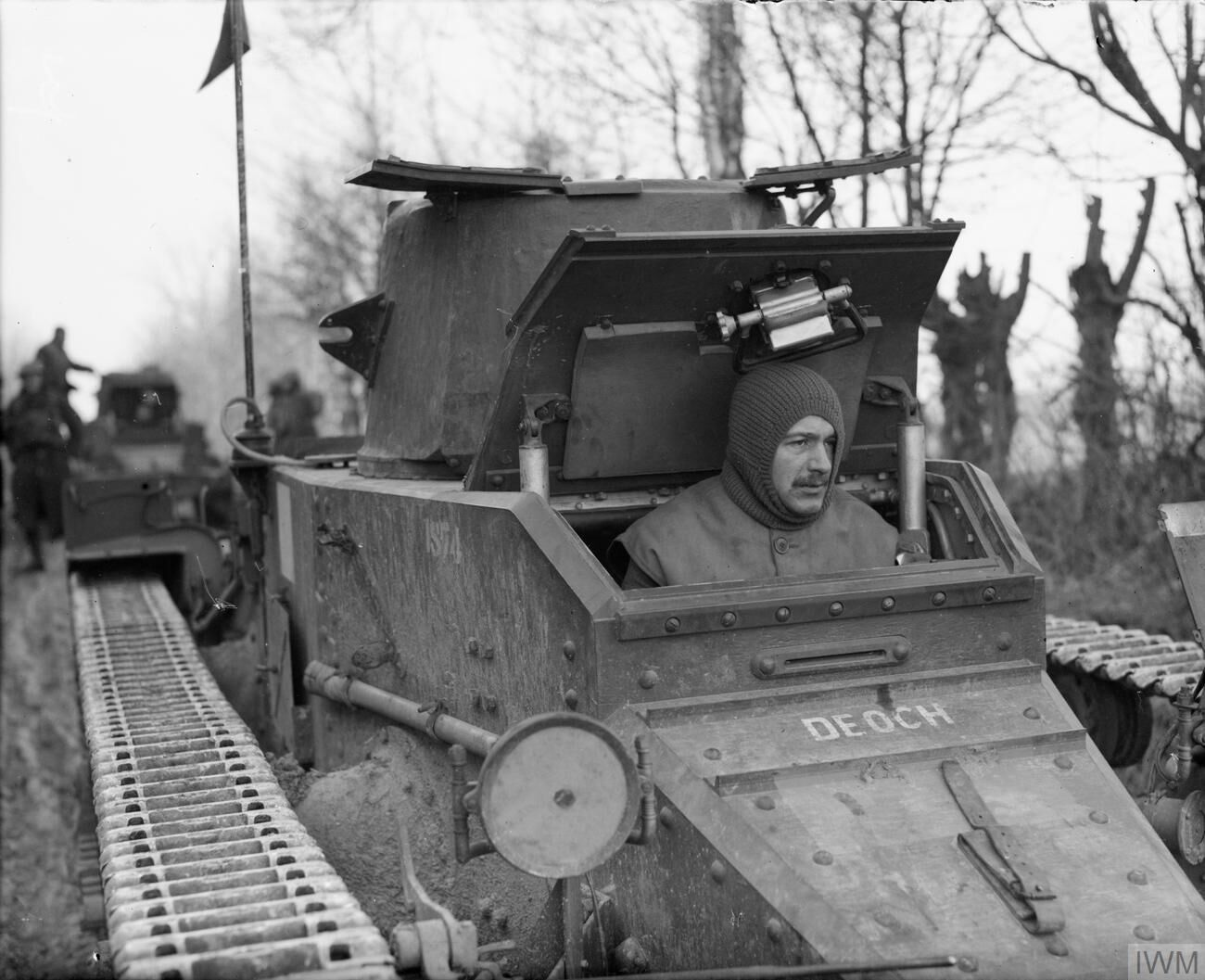
Một chiếc Matilda I ở Pháp trong mùa đông năm 1939–40. Có thể thấy chỗ ngồi của lái xe vô cùng chật chội

Mặc dù chậm chạp, chật chội và chỉ được trang bị một khẩu súng máy duy nhất, Matilda I đã đạt được một số thành công trong Trận chiến nước Pháp năm 1940, nhờ vào lớp giáp dày chống đỡ được đạn từ các loại pháo chống tăng tiêu chuẩn của Đức. Tuy nhiên, về cơ bản nó tỏ ra vô dụng khi triển khai tấn công, vì trang bị vũ khí yếu khiến nó trở nên vô dụng trong chiến đấu chống lại thiết giáp của đối phương, và đã trở nên lỗi thời trước khi được đưa vào sử dụng. Trận chiến nước Pháp là lần duy nhất Matilda I tham chiến.

## Xe tăng còn sót lại
Ba chiếc xe tăng Matilda I còn sót lại được bảo quản tại Bảo tàng Xe tăng ở Vương quốc Anh. Một chiếc (số hiệu T3447 ) đang trong tình trạng hoạt động tương đối tốt.
Chiếc thứ hai được chế tạo vào tháng 3 năm 1940 và được khôi phục lại tình trạng hoạt động vào những năm 1980. Nó được sơn số hiệu T8106, số hiệu của một chiếc xe tăng của Trung đoàn xe tăng Hoàng gia số 4 ở Pháp vào tháng 5 năm 1940.
Matilda I thứ ba là một xác xe bị hư hại nghiêm trọng được sử dụng làm mục tiêu tập bắn, có thể tìm thấy nó ở phía bắc của Trung tâm Bảo tồn Phương tiện.